# 鲍德温二世 (耶路撒冷)
鲍德温二世（英語：Baldwin II of Jerusalem，？—1131年8月21日）是休一世和梅利桑德的第三个儿子，第二任埃德薩伯爵，后继承鲍德温一世的王位成为第三任耶路撒冷国王。他早年参与了第一次十字军东征，跟随他的表亲戈弗雷四世及鲍德温一世一同前往圣地。当鲍德温一世在戈弗雷部下的请求下，为继承戈弗雷的王位而离开埃德萨时，将其埃德萨伯爵爵位传给了鲍德温。后鲍德温在1104年的哈兰之战中被阿尔图格王朝所俘虏，安条克公国的摄政坦克里德及其表弟在此期间代替鲍德温统辖埃德萨城。
1108年，鲍德温的表亲乔治林一世将鲍德温赎回，尽管坦克里德不愿意放弃埃德萨城的统治权，安条克的拉丁牧首最终劝服他将埃德萨还给了鲍德温。很快鲍德温就与贾瓦里结盟。却于托贝索被坦克里德和拉德温所击败。1109年4月，在的黎波里举行的一次十字军会议中，坦克里德和鲍德温和好。然而在接下来的数年中，摩苏尔总督马杜德针对埃德萨伯国发起了一系列的攻击，摧毁了伯国的东部地区。而后鲍德温指责乔治林一世侵占了富饶的托贝索及附近的亚美尼亚领土。
1118年7月2日，鲍德温一世去世，他死前将耶路撒冷转予尤斯塔斯三世，规定如果尤斯塔斯没有前来圣地继承王国，那么王位就会被赐予鲍德温。拥有耶路撒冷王国最多采邑的拉丁牧首阿尔努夫及乔治林一世说服了其他人推举鲍德温二世为王，于是鲍德温前往耶路撒冷并将埃德萨传给了乔治林一世。在1119年安条克公国的军队几乎被歼灭的情况下，鲍德温被选为摄政，替代博希蒙得二世暂时治理安条克。由于塞尔柱军队持续袭击安条克地区，鲍德温不得不将大部分时间花在安条克的政务上，这也使得耶路撒冷对他越加不满。于是当1123年4月在巴拉克俘获了鲍德温后，耶路撒冷中的一部分贵族联合将王位提供给弗兰德斯伯爵查尔斯一世，却被查尔斯所拒。后耶路撒冷军队在威尼斯舰队的协助下占据了泰尔。
鲍德温在1131年去世时，王国将几乎整个巴勒斯坦地区都纳入了其版图，一直到达今天黎巴嫩的中部。他的女儿梅利桑德和女婿安茹的福尔克继承了他的王位。

## 生平

### 早年
鲍德温是勒泰勒伯爵于格一世与夫人蒙雷里的梅利桑德（Mélisende de Montlhéry）所生幼子。他与考特尼家族、勒皮伊塞家族的贵族及法兰西岛其他贵族世家有着非常相近的血缘关系。他也和布洛涅伯爵尤斯塔斯三世、布永的戈弗雷及布洛涅的鲍德温三兄弟有一定的亲戚关系，但是具体联系已无考。历史学家阿伦·V·穆瑞（Alan V. Murray）指出，第一手资料表明他们之间的关系“并不算是亲近”，鲍德温极可能是与他们的母亲洛林的伊达有所渊源。据托马斯·阿斯布里奇所言，鲍德温是布洛涅三兄弟的第二代表兄弟。
第一次十字军东征伊始，时为布尔克领主的鲍德温加入了戈弗雷的军队。军队于1096年8月15启程向圣地进军，并于12月23日抵达君士坦丁堡。拜占庭皇帝阿莱克修斯一世·科穆宁敦促十字军领袖向他宣誓效忠。而布永的戈弗雷任命鲍德温、蒙太古伯爵科农及阿尔泽特领主戈德弗鲁瓦为其代理人，于1097年同阿莱克修斯会晤。戈弗雷及其主要指挥官都向皇帝宣誓效忠后，十字军于2月转移至小亚细亚。
布洛涅的鲍德温与诺曼人坦克里德在1097年9月15日脱离十字军主力部队，前去入侵奇里乞亚。鲍德温也跟着布洛涅分遣队一同出发。他还参加了布洛涅分遣队对幼发拉底河附近平原上的塞尔柱统治者的堡垒的作战。布洛涅分遣队攻占了拉文德尔、托贝索和埃德萨，并于1098年初在此基础上建立了第一个十字军国家埃德萨伯国。
鲍德温在1099年5月下旬再度加入了十字军主力部队，继续向邻近泰尔的耶路撒冷进发。由于伯利恒城内居民多为天主教徒，他和坦克里德兵不血刃的占领了这座城市。十字军包围耶路撒冷后不久，鲍德温和坦克里德于6月13日抓获一名年长的穆斯林贵族。这名穆斯林贵族拒绝皈依天主教，鲍德温为恐吓耶路撒冷的守御者，令士兵在大卫塔将该名穆斯林贵族斩首。耶路撒冷于7月15日落入十字军手中。8月下旬，鲍德温扈从佛兰德斯伯爵罗贝尔二世离开耶路撒冷。尽管罗贝尔最终回到了欧洲，但鲍德温依旧留在了叙利亚。

### 埃德萨伯爵时期
1100年7月18日，布永的戈弗雷去世，布洛涅的鲍德温应守卫于大卫塔的戈弗雷手下所求，赶往耶路撒冷继承王位，是为鲍德温一世。当布洛涅的鲍德温决定离开埃德萨之时，鲍德温正在安条克城，他当时是最近被达尼什曼德·加齐俘获的安条克亲王博希蒙德一世麾下将领。布洛涅的鲍德温将鲍德温自安条克城召来，将埃德萨伯国传承于他，鲍德温遂在布洛涅的鲍德温于1100年10月2日离开前向他宣誓效忠。
鲍德温后来迎娶了亚美尼亚马拉蒂亚领主加百列的女儿莫菲娅，考虑到其臣民主要由亚美尼亚人组成，这使得他身为埃德萨伯爵的地位更加巩固。马尔丁的阿尔图格王朝统治者瑟克曼于1101年年初袭击了苏鲁奇，鲍德温前去救援。然而其主力被瑟克曼军击的溃不成军，迫使他不得不返回埃德萨城。在叙述此事时，亚美尼亚历史学家埃德萨的马泰奥描述鲍德温为一个“可怜到骨子里”的懦夫。瑟克曼因此很快就占领了全城，除却其内的城堡依旧在抵抗。鲍德温在再一次回援苏鲁奇之前于安条克多聚集了一支新的军队，以此逼迫瑟克曼放弃了城池。重新占领苏鲁奇后，鲍德温处决了所有叛变并投靠阿尔图格王朝的镇民。
1102年，鲍德温的一位表亲考特尼的乔治林来到了埃德萨，他获鲍德温赐予了埃德萨伯国内幼发拉底河以西的领土。5月，法蒂玛王朝入侵耶路撒冷王国，已加冕为耶路撒冷国王的鲍德温一世遣使向坦克里德和鲍德温求援。他们旋即集结军队，向耶路撒冷进发，然而当他们在9月底抵达时，埃及人已经撤回至亚实基伦指挥部。三位十字军统领向亚实基伦发动突袭，后鲍德温与坦克里德很快就放弃继续攻城，回到了各自的领地。
这时坦克里德对叙利亚北部的野心激怒了鲍德温和安条克拉丁牧首瓦朗斯的伯纳德。他们开始与达尼什曼德·加齐就释放博希蒙德一事展开谈判，其中亚美尼亚拉班和凯孙领主科格·瓦西尔以及博希蒙德的意大利亲戚也为博希蒙德贡献了一部分赎金款项。最终博希蒙德在1103年5月获释，而鲍德温为了巩固他在其亚美尼亚臣民中的地位，将村庄赐予亚美尼亚教长帕塞格·帕拉弗尼。
后来鲍德温的军队经常性袭击在哈兰附近的肥沃平原，致使瑟克曼在1104年5月与摩苏尔总督吉克米西结盟并发动了哈兰之战。当敌军还在艾因角集合时，鲍德温说服乔治林和博希蒙德对哈兰实行一次联合攻击。他们抵达哈兰后，开始与塞尔柱守卫就和平投降进行了谈判。然而，鲍德温和博希蒙德都希望独占这个富裕的城镇，他们之间的矛盾导致十字军慢慢开始分裂。
5月7日，瑟克曼与吉克米西率军攻打了十字军的营地。他们假装不敌，在撤退时诱导十字军进入了其伏击圈，最后俘获了鲍德温和乔治林。博希蒙德和坦克里德后率军前去埃德萨，在埃德萨大主教本笃及一众骑士的推选下，坦克里德成为在鲍德温被俘期间埃德萨的摄政。而鲍德温在被俘虏时，他最初被解押至瑟克曼的帐篷，然而吉克米西的士兵强行将鲍德温带走了。
吉克西米向埃德萨发起了一次攻城战，坦克里德率部绕于其后发起突袭，迫使他不得不逃离。坦克里德在埃德萨抓获一名吉克米西家族的塞尔柱公主，吉克米西则带着鲍德温回到了摩苏尔。吉克西米随后向坦克里德提出要赎回此公主，提供15000拜占庭金币或者鲍德温的释放为条件。最后博希蒙德和坦克里德决定换取金钱，鲍德温因此被继续关押在摩苏尔。秋天的时候，博希蒙德准备前去欧洲，他任坦克里德为安条克城摄政、其侄子萨莱诺的里卡尔多为埃德萨的总管。
1107年，一名土耳其雇佣兵贾瓦里·萨卡瓦在苏丹的指派下成为摩苏尔的统治者，他后来抓获了吉克米西。 而此时乔治林一世开始和贾瓦里协商释放鲍德温的事宜，贾瓦里提出要六万第纳尔并释放埃德萨的穆斯林囚犯。这时塞尔柱苏丹穆罕默德一世任命了马木留克马杜德为摩苏尔总督，使得贾瓦里被驱逐出摩苏尔。贾瓦里后裹挟鲍德温逃至卡拉特贾巴尔，继续与乔治林进行谈判。乔治林最后提出先期付给他三万第纳尔，并以自己为人质，成为后期付款的抵押。由于贾瓦里需要有盟友共同对抗马杜德，他接受了乔治林的条件并于1108年夏将鲍德温释放。

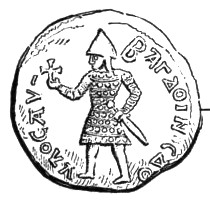
于埃德萨铸造印有鲍德温二世像的硬币

鲍德温在被释放后便回到了埃德萨，可是坦克里德要求鲍德温向他宣誓效忠才能拿回此城。鲍德温驳斥了坦克里德的要求，后赶往了托贝索。坦克里德紧接着向托贝索发起了袭击，在后来的和议中也无法达成一致意见。在拉班期间，鲍德温和科·瓦西尔形成了联盟共同对抗坦克里德，兰普伦的奥森也增援了三百佩切涅格骑士。联军对安条克公国的攻击使得坦克里德最终接受了天主教教长的仲裁，也使得鲍德温得以于1108年9月18日回到了埃德萨。
后来鲍德温遵守了他与贾瓦里的协议，释放了埃德萨大部分的穆斯林囚犯。他也同意了苏鲁奇城内的穆斯林公民可以建造清真寺，还将城内一名自穆斯林转化为天主教的总督（Rais）处决。阿勒颇统治者拉德温担忧贾瓦里和鲍德温所组成的联盟，这促使了他和坦克里德之间的和解。是以当贾瓦里联合鲍德温、乔治林向阿勒颇发动作战时，坦克里德率军增援了拉德温。1108年9月下旬，拉德温与坦克里德所部在托贝索绕道于鲍德温、乔治林的联军之后，击败了联军。
鲍德温因此不得不逃到战场附近的一个堡垒，直到贾瓦里率部迫使坦克里德放弃围攻堡垒。埃德萨城内的亚美尼亚公民在此时以为鲍德温已经战死，他们组建了一个临时政府。鲍德温回归于埃德萨时也因此误以为亚美尼亚人想要将他废黜，他下令将几位元凶的眼睛刺瞎，城内的亚美尼亚主教也被强迫支付了一大笔罚金。1109年4月，为了终止几位十字军领袖间的矛盾，鲍德温一世以耶路撒冷教廷的名义命令他们前去的黎波里附近的朝圣山。在会面期间，鲍德温一世促成了鲍德温和坦克里德的和好，坦克里德以获得加利利公国为条件承认鲍德温对埃德萨伯国的统治权。 随后不久，鲍德温便参与了的黎波里围城战，十字军最后成功占领此城。
塞尔柱苏丹指示马杜德与瑟克曼及阿尔图格王朝的伊加齐会合，联合军队以抵抗十字军。1110年4月，联军向埃德萨发起了攻城战。鲍德温向正在攻打贝鲁特的鲍德温一世发出了求援信，请求其即刻支援，然而鲍德温一世一直等到5月13日贝鲁特陷落才回援鲍德温。鲍德温一世在前去埃德萨之前，甚至于耶路撒冷先庆祝了圣灵降临节。随后鲍德温一世说服了乔治林一世与的黎波里的伯川德及其他一些十字军将领加入了他的作战计划，科·瓦西尔及阿布尔·贾里布也分别派遣了一支援军。当鲍德温一世所率援军抵达埃德萨时，马杜德德联军已经放弃攻城，撤军回到了哈兰。
鲍德温此后与坦克里德互相指责，都认为对方是引起这次战争的原因。同时，坦克里德宣称其对埃德萨伯国有着宗主权，因为其治下在拜占庭帝国占领期间就是安条克的下属地区。鲍德温一世驳回了坦克里德的宣称，并宣告了他自己是海外十字军国家的首领。在经过对一个临近穆斯林城邦的作战后，其他十字军国家的统治者都决定离开埃德萨。鲍德温也根据鲍德温一世的建议，下令转移治下天主教民众至幼发拉底河以西的地区。马杜德抓住了那些平民聚集、只有亚美尼亚军队殿后的机会，向他们发动了突袭并实施了大屠杀。早先渡河的鲍德温在得知此事后与其他将领匆忙回转，在兵力不足的情况下向马杜德的军队发动攻击。鲍德温及他剩下的部队最终被跟随他们来到幼发拉底河左岸的鲍德温一世所救。
1111年7月，马杜德向埃德萨伯国发起了新的侵略战争，开始对托贝索进行攻城战。当马杜德还在攻打托贝索时，曼契德希特王朝在西扎的酋长找他共同抵抗坦克里德。于是马杜德放弃了对托贝索的围攻，赶向西扎。9月，大马士革总督托特金加入了马杜德的军队，他们决定重新征服的黎波里。庞大的穆斯林军队使得十字军开始警醒，鲍德温一世随之在他的营帐召集所有十字军将领，鲍德温也向南汇合了其藩属乔治林和沙加尔的培根。与此同时，那些小城邦的穆斯林统治者离开了马杜德的营帐，回到了美索不达米亚。在这样的情况下，马杜德没有冒险与已经集合的十字军展开作战。他先行撤退回西扎，再回到了摩苏尔。1112年4月，马杜德再临埃德萨，尽管他派出特务想要掌握城内的部分亚美尼亚士兵，此事被乔治林所得知并告知于鲍德温。最后马杜德没有成功攻占城池并不得不再6月撤回摩苏尔，于次年在大马士革被刺身亡。
马杜德对埃德萨伯国的侵略导致其治下东部地区被严重破坏，然而乔治林所辖的托贝索地区依旧富饶。1113年，鲍德温以他即将逝世并想要留下遗愿的理由将乔治林召唤至埃德萨。当乔治林抵达后鲍德温宣称他没有为埃德萨提供足够的粮草，将乔治林关押在城堡内，直到乔治林放弃对托贝索的统治权才将他释放。乔治林后不久便离开了伯国前往耶路撒冷，被鲍德温一世赐予了加利利公国。而此时十字军的几位首领利用互相之间的联姻再次和好：鲍德温的妹妹塞西莉亚嫁给了坦克里德的继任者萨莱诺的鲁杰罗以及乔治林迎娶鲁杰罗的妹妹玛利亚。
当鲍德温为接受托贝索而从埃德萨城离开后，城内的亚美尼亚人发起了针对他的阴谋。鲍德温回到埃德萨城后令亚美尼亚公民转移至萨莫萨塔，他在1114年初同意了那些没有从萨莫萨塔转移到凯孙的人可以回到埃德萨。
1114年5月，马杜德的继任者布素齐也开始入侵埃德萨伯国。埃德萨成功抵御了其进攻并迫使他回到了摩苏尔。哈马丹的波尔苏克被塞尔柱苏丹任命为其军队的最高指挥官，并于1115年向埃德萨进攻。 阿勒颇总督鲁鲁向伊加齐及托特金寻求帮助，并说服了罗杰也协助他们共同抗击波尔苏克。在罗杰的请求下，鲍德温一世于八月率鲍德温和的黎波里的庞斯的军队赶往阿帕米亚。波尔苏克最后决定撤军，十字军的统领们也回到了各自的领土。
由于在萨明之战中被罗杰所打败，塞尔柱军队相对虚弱，鲍德温决定吞并幼发拉底沿河的亚美尼亚城邦。亚美尼亚王子索罗斯一世当时捕获了科·瓦西尔的继任者瓦西尔·达，而瓦西尔适时和波尔苏克有着盟友关系。索罗斯很快就把瓦西尔卖给了鲍德温，鲍德温在1116年迫使瓦西尔放弃了对拉班和凯孙的统治权。接着，鲍德温对在比勒西克的加里布的堡垒发起了攻击，在经过整整一年的攻城战后加里布不得不投降，. 这个城堡被鲍德温赐给了他的表亲沃伦。 同年，科·瓦西尔的弟弟巴格利特不得不放弃赛勒斯，加加的康斯坦丁也被鲍德温所抓获。

### 耶路撒冷国王时期
鲍德温一世没有任何子嗣，他于1118年7月2日在对埃及的一次作战中，因旧伤复发而逝世。他死前将耶路撒冷王国传给了他最年长的哥哥尤斯塔斯三世，规定如果尤斯塔斯三世没有前来接收王国，则鲍德温会被选为国王。鲍德温在鲍德温一世的遗体被运至耶路撒冷没几天就也抵达了，亚琛的阿尔伯特指出鲍德温是在对鲍德温一世的逝世完全不知情的情况下前来耶路撒冷庆祝复活节的。数十年后，提尔的威廉在编年史内记载鲍德温在前去耶路撒冷的路上得知了鲍德温一世的死讯。

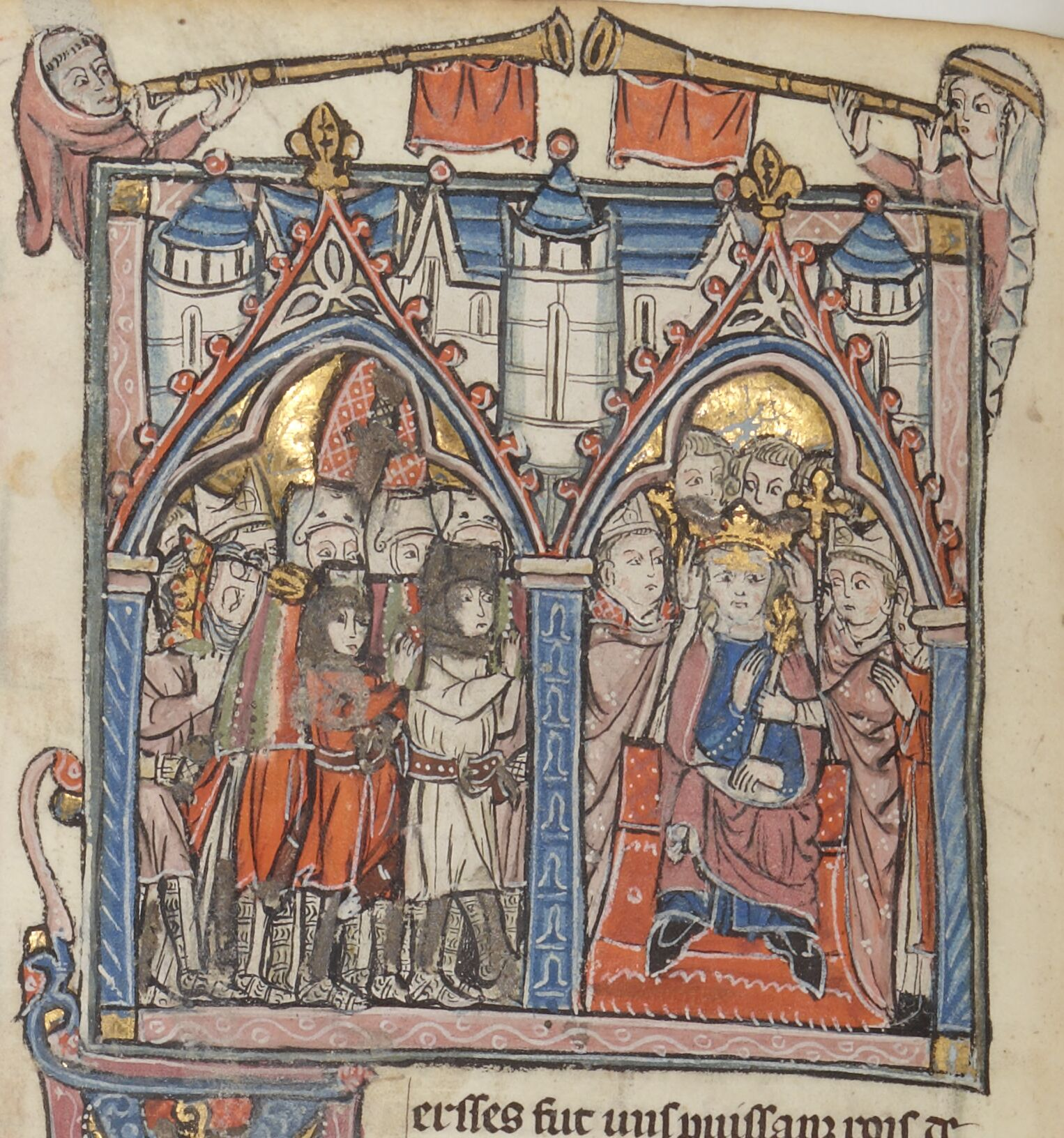
鲍德温二世加冕图

据威廉的记载，对于鲍德温一世的继承问题使得那些领主和教长分持不同意见。在这其中，教职地位最高的耶路撒冷的拉丁牧首安努尔夫以及拥有着耶路撒冷国内最多封地的乔治林一同指出，鲍德温应该被立刻推选为新任国王以避免有空位期出现。其他人则保留意见，认为应该遵从鲍德温一世的遗愿将王位的继承与否问题先给尤斯塔斯三世，于是部分贵族被指派前去通知尤斯塔斯其弟弟的死讯。然而就在他们出发不久，在4月14日的复活节上，鲍德温完成了其受膏仪式。鲍德温的加冕仪式因不明原因不得不延迟，阿努尔夫却在鲍德温受膏两周后去世，阿努尔夫的继任沃尔蒙德在八、九月份的时候才上任。
鲍德温二世承诺将埃德萨伯国留于乔治林，然而乔治林留在王国内巩固加利利公国的防御。鲍德温随后召集了所有贵族，在集会上获取了他们对其宣誓效忠的誓言。鲍德温也在同时确立了其对八大重要城市的直接统治权，其内包括那不勒斯、雅法、阿卡、赛达及太巴列。据阿伦·穆瑞研究，亚琛的阿尔伯特的资料表明了鲍德温将很多地区分封于领主，但也在同时将部分地区划为直辖区域。鲍德温还在此期间重组了皇家结构，任命休·卡利斯为耶路撒冷治安官、培根为外总管、约翰为内廷总管。
另一方面，尤斯塔斯接到了那些领主的邀请，并自布洛涅离开前往耶路撒冷。当他行进到阿普利亚时，他得知鲍德温已经继承了王位，尽管自耶路撒冷前来的几位贵族试图以推选鲍德温是非法为由劝说尤斯塔斯继续旅程，尤斯塔斯却更倾向于回到他的故乡。
由于鲍德温一世在死前所执行的作战影响，埃及和大马士革达成了和解。鲍德温二世派出使节前往大马士革，为预防托特金更进一步与埃及联盟进行了谈判，结果托特金要求把大乔丹地区给他才能保持中立。最终在1118年5、6月时托特金开始袭击加利利地区，埃及大臣阿夫达·沙阿也在阿斯卡隆附近集合了他的部队，这促使了鲍德温赶往了南方的防线并要求罗杰和庞斯自安条克和的黎波里发出援兵。然而双方都没有冒险挑起战争，在对峙三个月后各自解散了。秋天时，鲍德温和乔治林共同对大马士革发起了一次袭击，他们在达拉附近击败了托特金的儿子布里。
1119年5月，伊加齐、托特金和曼契德希特王朝形成了盟军，开始向安条克及埃德萨城发起进攻，于是罗杰遣使向鲍德温求援，希望他向北赶来抵抗入侵者。信使在太巴列就遇见了鲍德温，他刚刚结束对大乔丹地区一个贝都因部落的作战。很快，鲍德温就重新聚集起军队，携带部分真十字架向安条克进发。罗杰还未等到鲍德温的抵达便先行出发，一直进军至塞尔迈达平原。伊加齐的军队趁机包围了十字军的营帐，于6月28日的血田战争中获得了巨大的胜利。罗杰和他的数百士兵在战场之上战死，大部分在大屠杀中幸存下来的人也被俘虏。这使得安条克城处于几乎没有守备力量的情况，伊加齐却没有借此机会攻打此城。
鲍德温和庞斯在七月下旬至八月上旬期间抵达了安条克，鲍德温随即被指认为博希蒙德二世的摄政。鲍德温通过将那些在血田战争中战死的贵族的遗孀改嫁给他的随从，实现了分配那些贵族遗产的目的。伊加齐和托特金后联合了双方军队，开始攻占奥特托斯河以东沿线的城堡。鲍德温聚集了十字军几乎所有有生力量，向穆斯林反击直至扎达娜附近的Tell Danith。8月14日，十字军和伊加齐及托特金的联军之间爆发了哈布之战。根据安条克总理沃尔特描述，十字军战胜了穆斯林，但是埃德萨德马修指出双方不分胜负。鲍德温在两天后回到了安条克，牧首及镇民给他了一个对胜利者的欢迎仪式。在离开安条克之前，鲍德温终于将埃德萨伯国给了乔治林。

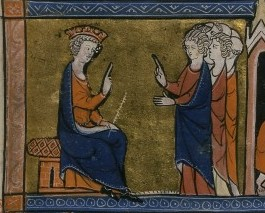
鲍德温就任议会主席

圣诞节，鲍德温和其夫人在伯利恒加冕为王、后。他于1120年1月16日和牧首在那不勒斯组织了一次大会，与会教长及贵族共同确立了教廷收集什一税及以拥有以自卫为目的的武器的权力。他们也下令惩罚了那些出轨的丈夫、皮条客、重婚者并禁止了天主教徒和穆斯林之间的性关系。也有其他的法令规定了针对盗贼和诬陷者的惩罚措施。此次大会的决议代表了耶路撒冷王国内第一次立法所得出的结果。
在1119年早些时候，两位当年参战的法国贵族雨果·德·帕英和戈弗雷·德·圣欧莫提议成立一个军事修士会，用以保卫朝圣者的安全。根据史家马尔科姆·巴伯和克里斯托弗·泰尔曼记载，这个军事修士会最有可能是在此次大会上得到了承认。鲍德温同意让他们暂居圣殿山，以阿克萨清真寺为根据地，这个军事修士会在后来发展成为了著名的三大骑士团之一的圣殿骑士团。鲍德温也将拉玛赐予熙笃会，但是被明谷的圣贝尔纳转给了修造了一座修道院的普利孟特瑞会。在集会后不久，鲍德温和沃尔蒙德就致书教宗嘉礼二世和威尼斯共和国，要求他们为圣地的防御提供支援，当时的十字军急切需求用威尼斯的海军抵抗埃及人。
1120年5月，托特金和他的侄子巴拉克进犯埃德萨和安条克。由于鲍德温负责了北部十字军国家的防御，他决定率军前去安条克，然而耶路撒冷内很多贵族和教士都反对此军事行动。沃尔蒙德拒绝随同鲍德温的军队，鲍德温在与他进行了一段很长的理论后才被同意可以带着真十字架行军。当鲍德温率军于6月抵达安条克时，伊加齐同意和他签署为期一年的和平协议，这保证了十字军治下包括卡法塔布在内三个城堡的安全。
1121年初，鲍德温在托特金对加利利发动了一次袭击后回到了耶路撒冷。他在七月份进犯了大马士革地区，随之摧毁了托特金在杰拉什附近新树立的一个堡垒。八月，大卫四世在迪德格里战役中击败了伊加齐的联军，这给了鲍德温沿奥龙特斯河进击的机会。他将伊加齐的儿子放弃扎达纳及其他几个被伊加齐于去年十一月所占领的十字军堡垒。
1122年，庞斯因不明原因拒绝了向鲍德温表明忠诚，但在鲍德温率军兵临城下时，他却没有抵抗并向鲍德温展示了其敬意。6月，伊加齐联合巴拉克回攻扎达纳，于7月因赶来的鲍德温和乔治林不得不撤军。9月13日，巴拉克在十字军路上设伏，俘虏了乔治林，伊加齐也重新占领了阿塔勒布。然而伊加齐于11月3日去世，其领土被他的多位儿子和侄子所分裂。仍旧留在安条克的鲍德温此时说服了阿勒颇的新任统治者苏勒曼，使他重新夺回阿塔勒布并在1123年4月2日转交给十字军。 随后鲍德温重占比雷吉克，设立马拉什领主戈弗雷为埃德萨摄政。

### 脚注
1. 1 2  Murray 1992，第5頁.
2. ↑  Murray 1992，第7-9頁.
3. ↑  Barber 2012，第55, 62頁.
4. ↑  Murray 1992，第6頁.
5. 1 2  Asbridge 2004，第308-309頁.
6. ↑  Runciman 1989a，第147頁.
7. ↑  Lock 2006，第20-21頁.
8. ↑  Asbridge 2004，第110頁.
9. ↑  Runciman 1989a，第150頁.
10. ↑  Asbridge 2004，第111, 117頁.
11. ↑  Asbridge 2004，第142-143頁.
12. ↑  Runciman 1989a，第198頁.
13. ↑  Murray 2000，第61頁.
14. ↑  Barber 2012，第17頁.
15. ↑  Lock 2006，第22-23頁.
16. ↑  Runciman 1989a，第276頁.
17. ↑  Runciman 1989a，第277-278頁.
18. ↑  Lock 2006，第25頁.
19. ↑  Runciman 1989a，第298-299頁.
20. ↑  Asbridge 2004，第332頁.
21. ↑  Fink 1969，第380, 382頁.
22. ↑  Runciman 1989a，第322頁.
23. ↑  MacEvitt 2010，第75頁.
24. ↑  Barber 2012，第62頁.
25. ↑  Murray 2000，第94頁.
26. 1 2 3  Tyerman 2006，第186頁.
27. ↑  Fink 1969，第381頁.
28. ↑  Runciman 1989b，第36頁.
29. 1 2  MacEvitt 2010，第78頁.
30. 1 2 3 4 5  Runciman 1989b，第37頁.
31. ↑  Lock 2006，第26頁.
32. 1 2 3  Runciman 1989b，第38頁.
33. ↑  Runciman 1989b，第76, 80頁.
34. ↑  Runciman 1989b，第80頁.
35. ↑  Fink 1969，第383頁.
36. ↑  Runciman 1989b，第80-81頁.
37. ↑  Fink 1969，第388頁.
38. ↑  Fink 1969，第392-393頁.
39. ↑  Lock 2006，第27頁.
40. ↑  Runciman 1989b，第41頁.
41. 1 2 3 4 5  Barber 2012，第82頁.
42. ↑  Runciman 1989b，第41-42頁.
43. 1 2 3  Fink 1969，第389頁.
44. ↑  Runciman 1989b，第42頁.
45. 1 2 3 4  Köhler 2013，第65頁.
46. ↑  Runciman 1989b，第43頁.
47. ↑  Runciman 1989b，第43, 44頁.
48. ↑  Fink 1969，第390頁.
49. 1 2 3 4  Runciman 1989b，第45頁.
50. 1 2  Runciman 1989b，第111頁.
51. 1 2 3 4  Maalouf 1984，第70頁.
52. ↑  Barber 2012，第84頁.
53. ↑  Lock 2006，第28頁.
54. 1 2 3  Fink 1969，第393頁.
55. ↑  R.C.Small: Crusading Warfare 1097-1193, p.68
56. ↑  Runciman 1989b，第110-111頁.
57. ↑  Runciman 1989b，第111-112頁.
58. 1 2 3 4 5  Runciman 1989b，第112頁.
59. ↑  Köhler 2013，第124頁.
60. ↑  Köhler 2013，第66頁.
61. 1 2  Lock 2006，第29頁.
62. 1 2  Maalouf 1984，第69頁.
63. ↑  Runciman 1989b，第112-113頁.
64. 1 2 3 4 5 6 7  Lock 2006，第30頁.
65. 1 2  Fink 1969，第394頁.
66. 1 2 3 4 5  Runciman 1989b，第113頁.
67. ↑  Köhler 2013，第70頁.
68. 1 2 3 4  Runciman 1989b，第114頁.
69. ↑  Maalouf 1984，第70-71頁.
70. ↑  Fink 1969，第397頁.
71. 1 2 3  Runciman 1989b，第115頁.
72. ↑  Fink 1969，第398頁.
73. 1 2 3  Barber 2012，第99頁.
74. ↑  MacEvitt 2010，第91頁.
75. ↑  Barber 2012，第99-100頁.
76. 1 2  Barber 2012，第100頁.
77. 1 2 3  Runciman 1989b，第116頁.
78. ↑  Runciman 1989b，第116-117頁.
79. 1 2  Fink 1969，第399頁.
80. ↑  Runciman 1989b，第117頁.
81. ↑  MacEvitt 2010，第92頁.
82. ↑  Runciman 1989b，第117-118頁.
83. ↑  Runciman 1989b，第118頁.
84. ↑  Barber 2012，第101頁.
85. 1 2 3 4 5  Fink 1969，第400頁.
86. ↑  Runciman 1989b，第121-122頁.
87. 1 2  Runciman 1989b，第122頁.
88. ↑  Lock 2006，第31頁.
89. ↑  Runciman 1989b，第123頁.
90. 1 2 3  Runciman 1989b，第124頁.
91. ↑  Fink 1969，第400-401頁.
92. 1 2  Lock 2006，第32頁.
93. 1 2 3  Fink 1969，第402頁.
94. ↑  Runciman 1989b，第125-126頁.
95. 1 2 3 4 5 6  Runciman 1989b，第129頁.
96. ↑  Fink 1969，第403-404頁.
97. 1 2  Fink 1969，第404頁.
98. ↑  Barber 2012，第104頁.
99. 1 2 3 4 5  Fink 1969，第405頁.
100. ↑  Runciman 1989b，第129-130頁.
101. ↑  Murray 1992，第1頁.
102. 1 2 3  Barber 2012，第117頁.
103. 1 2 3 4  Murray 1994，第61頁.
104. ↑  Barber 2012，第117-118頁.
105. 1 2 3 4 5  Barber 2012，第118頁.
106. ↑  Barber 2012，第118-119頁.
107. ↑  Barber 2012，第119-120頁.
108. 1 2 3  Mayer 1985，第139頁.
109. 1 2 3 4 5  Runciman 1989b，第146頁.
110. 1 2  Murray 1992，第128頁.
111. 1 2 3 4 5 6  Lock 2006，第34頁.
112. 1 2  Runciman 1989b，第148頁.
113. ↑  Barber 2012，第122頁.
114. ↑  Runciman 1989b，第147頁.
115. ↑  Barber 2012，第123頁.
116. ↑  Runciman 1989b，第149頁.
117. ↑  Barber 2012，第123, 360頁.
118. ↑  Barber 2012，第123-124頁.
119. 1 2  乔纳森·赖利-史密斯：《十字军史》，p.121
120. 1 2  Runciman 1989b，第152頁.
121. ↑  Barber 2012，第124-125頁.
122. 1 2  Barber 2012，第129頁.
123. 1 2  Runciman 1989b，第153頁.
124. 1 2 3  Barber 2012，第125頁.
125. ↑  Barber 2012，第119, 129頁.
126. 1 2 3  Barber 2012，第131頁.
127. 1 2  Tyerman 2006，第206頁.
128. ↑  Read 2001，第91頁.
129. 1 2  Barber 2012，第134頁.
130. 1 2  Tyerman 2006，第254頁.
131. ↑  Barber 2012，第135頁.
132. 1 2  Barber 2012，第139頁.
133. 1 2 3 4 5  Lock 2006，第35頁.
134. ↑  Runciman 1989b，第158頁.
135. 1 2 3  Murray 1994，第67頁.
136. 1 2  Barber 2012，第137頁.
137. 1 2 3 4  Runciman 1989b，第159頁.
138. ↑  Runciman 1989b，第160頁.
139. 1 2 3 4  Runciman 1989b，第162頁.
140. 1 2  Lock 2006，第36頁.

### 书目
- 乔纳森·赖利-史密斯：《十字军史》，商务印书馆2016，欧阳敏译
- Read, Piers. . New York: Da Capo Press. 2001. ISBN 0-306-81071-9.
- Maalouf, Amin. . SAQI. 1984. ISBN 978-0-86356-023-1.
- Barber, Malcolm. . Yale University Press. 2012. ISBN 978-0-300-11312-9.
- Lock, Peter. . Routledge. 2006. ISBN 9-78-0-415-39312-6.
- William of Tyre, A History of Deeds Done Beyond the Sea, trans. E. A. Babcock and A. C. Krey. Columbia University Press, 1943.
- Tibble, Steven. . Clarendon Press. 1989. ISBN 978-0-19-822731-1.
- Galbert of Bruges: The Murder of Charles the Good (Translated by James Bruce Ross) (1959). Columbia University Press. ISBN 978-0-231-13671-6
- Tyerman, Christopher. . The Belknap Press of Harvard University Press. 2006. ISBN 978-0-674-02387-1.
- Murray, Alan V. . Prosopographica et Geneologica. 2000. ISBN 978-1-9009-3403-9.
- MacEvitt, Christopher. . University of Pennsylvania Press. 2010. ISBN 978-0-8122-4050-4.
- Mayer, Hans Eberhard. . Dumbarton Oaks Papers. 1985, 38: 139–147. ISSN 0070-7546.
- Asbridge, Thomas. . Oxford University Press. 2004. ISBN 978-0-19-517823-4.
- Runciman, Steven. . Cambridge University Press. 1989b. ISBN 0-521-06162-8.
- Murray, Alan V. . Nottingham Medieval studies. 1994, 38: 60–85. ISSN 0078-2122.
- Runciman, Steven. . Cambridge University Press. 1989a. ISBN 0-521-06161-X.
- Köhler, Michael. . BRILL. 2013. ISBN 978-90-04-24857-1.
- Murray, Alan V. . Medieval Prosopography. 1992, 13: 1–27. ISSN 0198-9405.
- Ferdinandi, Sergio. La Contea franca di Edessa. Fondazione e profilo storico del primo principato crociato nel Levante (1098-1150). Pontificia Università Antonianum - Rome 2017 (ISBN 978-88-7257-103-3).
- Fink, Harold S. . Setton, Kenneth M.; Baldwin, Marshall W.  (编). . The University of Wisconsin Press. 1969: 368–409. ISBN 1-58684-251-X.

| 前任： 鲍德温一世 | 埃泽萨伯爵 1100年－1118年   | 繼任： 乔治林一世             |
| 前任： 鲍德温一世 | 耶路撒冷国王 1118年－1131年 | 繼任： 梅利桑德和安茹的福尔克 |